# غزنرة ألبية
غزنرة ألبية (الاسم العلمي:Gesneria alpina) هي نوع من النباتات تتبع جنس الغزنرة من الفصيلة الغزنرية.